# Bharagonalia armata
Bharagonalia armata är en insektsart som beskrevs av Young 1986. Bharagonalia armata ingår i släktet Bharagonalia och familjen dvärgstritar. Inga underarter finns listade i Catalogue of Life.